# Estomatòpodes
Els estomatòpodes (del grec antic στόμα (stóma) «boca», i ποδός (podós) «peu»), són crustacis marins carnívors de l'ordre dels Stomatopoda, ramificats a partir d'altres membres de la classe Malacostraca fa uns 340 milions d'anys.
Els estomatòpodes normalment creixen al voltant de 10 cm de llargada, mentre que alguns poden arribar als 38 cm. La closca d'un estomatòpode (la closca dura i gruixuda que cobreix els crustacis i algunes altres espècies) cobreix només la part posterior del cap i els quatre primers segments del tòrax. Presenten una gran varietat de colors; les varietats varien en colors des de tons marrons fins a colors vius, amb més de 450 espècies d'estomatòpodes conegudes. Es troben entre els depredadors més importants de molts hàbitats marins poc profunds, tropicals i subtropicals. Unes poques espècies viuen en mars temperats com per exemple la popular galera (Squilla mantis). No obstant això, tot i ser comuns, s'entenen poc, ja que moltes espècies passen la major part de la seva vida amagada en caus i forats.
Anomenades també «gamba mantis», «llagostes marines» (pels antics assiris), «assassins de gambes» (a Austràlia), i ara de vegades es refereixen com a «talladors en miniatura» (a causa de la capacitat de l'animal d'infligir ferides doloroses si es maneja amb imprudència) els estomatòpodes tenen poderosos raptors que s'utilitzen per atacar i matar les preses amb «llança», atordiment o desmembrant. Algunes espècies de gambes mantis tenen «maces» calcificades especialitzades que poden colpejar amb gran poder, mentre que altres tenen extremitats anteriors esmolades que s'utilitzen per agafar la presa (d'aquí el terme «mantis» en el seu nom comú). Aquest depredadors actuen amb gran rapidesa; Erugosquilla grahami (Ahyong & Manning, 1998), nativa dels mars d'Austràlia té documentada la reacció amb només 5 mil·lisegons.

## Ecologia
S'han descobert unes 450 espècies d'estomatòpodes arreu del món; totes les espècies vives es troben en el subordre Unipeltata, que va sorgir fa uns 193 milions d'anys.
Aquestes criatures marines agressives i típicament solitàries passen la major part del temps amagant-se en formacions rocoses o excavant passadissos complicats al fons del mar. Rarament surten de les seves llars excepte per alimentar-se i traslladar-se, i poden ser actius durant el dia, nocturns o crepusculars (actius al crepuscle), segons l'espècie. A diferència de la majoria dels crustacis, de vegades cacen, persegueixen i maten preses. Tot i que algunes viuen en mars temperats, la majoria d'espècies viuen en aigües tropicals i subtropicals dels oceans Índic i Pacífic entre l'est d'Àfrica i Hawaii.

## Hàbitat
Els estomatòpodes viuen en caus on passen la major part del seu temps. Les dues categories diferents d'estomatòpodes («llancers» i «aixafadors») prefereixen diferents llocs per excavar. Les espècies «llanceres» construeixen el seu hàbitat en sediments tous i les espècies «aixafadores» fan caus en substrats durs o cavitats de corall. Aquests dos hàbitats són crucials per a la seva ecologia, ja que utilitzen caus com a llocs de retirada i com a llocs per consumir les seves preses.
Els caus i les cavitats de corall també s'utilitzen com a llocs per a l'aparellament i per mantenir els seus ous segurs. La mida del cos dels estomatòpodes experimenta un creixement periòdic que requereix trobar una nova cavitat o cau que s'ajusti al nou diàmetre de l'animal. Algunes espècies de «llancers» poden modificar el seu hàbitat preestablert si el cau és de llim o fang, que es pot ampliar.

## Apèndixs toràcics
El segon parell d'apèndixs toràcics dels estomatòpodes ha estat molt adaptat per a un poderós combat a poca distància. Les diferències entre l'apèndix divideixen els estomatòpodes en dos tipus principals: els que cacen empalant a les seves preses amb estructures semblants a «llances», i els que aixafen les preses amb un cop potent d'un apèndix semblant a una «maça» molt mineralitzat. Es pot infligir una quantitat considerable de danys després de l'impacte amb aquests apèndix robusts com un martell. Aquesta maça es divideix a més en tres subregions: la regió d'impacte, la regió periòdica i la regió estriada.
Els estomatòpodes solen separar-se en dos grups diferents determinats pel tipus d'apèndix que posseeixen:
- Els «aixafadors» posseeixen una maça molt més desenvolupada i una llança més rudimentària (que, tanmateix, és força esmolada i encara utilitzada en lluites entre membres de la seva pròpia espècie); la maça s'acostuma a utilitzar per a colpejar i aixafar els seus àpats. L'aspecte interior de la porció terminal de l'apèndix també pot tenir una vora esmolada, que s'utilitza per tallar les preses mentre l'estomatòpode neda
- Els «llancers» estan armats amb apèndixs espinosos (les espines amb puntes de pues) que s'utilitzen per apunyalar i enganxar les preses.

Mecànica de l'atac dels estomatòpodes «aixafadors»
Mecànica de l'atac dels estomatòpodes «llancers»

Ambdós tipus ataquen desplegant i balancejant ràpidament els seus apèndix raptors a la presa, i poden causar danys greus a les víctimes de mida significativament més gran que ells. En els «aixafadors», aquestes dues armes s'utilitzen amb una rapidesa encegadora, amb una acceleració de 10.400 g (102.000 m/s2) i velocitats de 23 m/s (83 km/h) des d'un inici aturat. Com que xoquen tan ràpidament, generen bombolles plenes de vapor a l'aigua entre l'apèndix i la superfície impactant, conegudes com a «bombolles de cavitació». El col·lapse d'aquestes bombolles de cavitació produeix forces mesurables sobre les seves preses a més de les forces instantànies de 1.500 newtons que són provocades per l'impacte de l'apèndix contra la superfície de cop, la qual cosa significa que la presa és colpejada dues vegades per un sol cop; primer per l'urpa i després per les bombolles de cavitació col·lapsades que segueixen immediatament. Fins i tot si el cop inicial falla, l'ona de xoc resultant pot ser suficient per atordir o matar la presa.

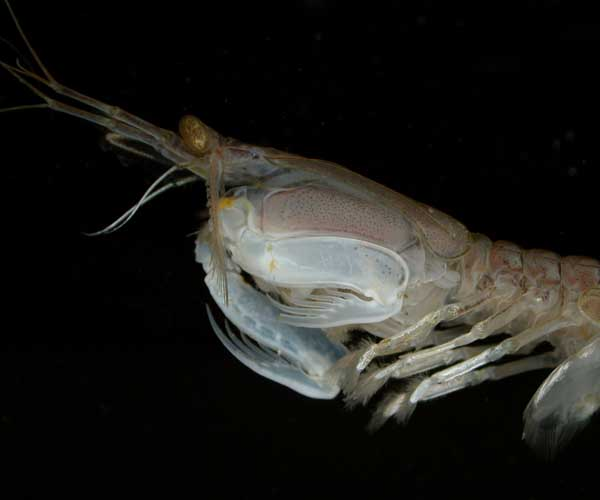
Squilla mantis, mostrant els apèndixs de «llança»
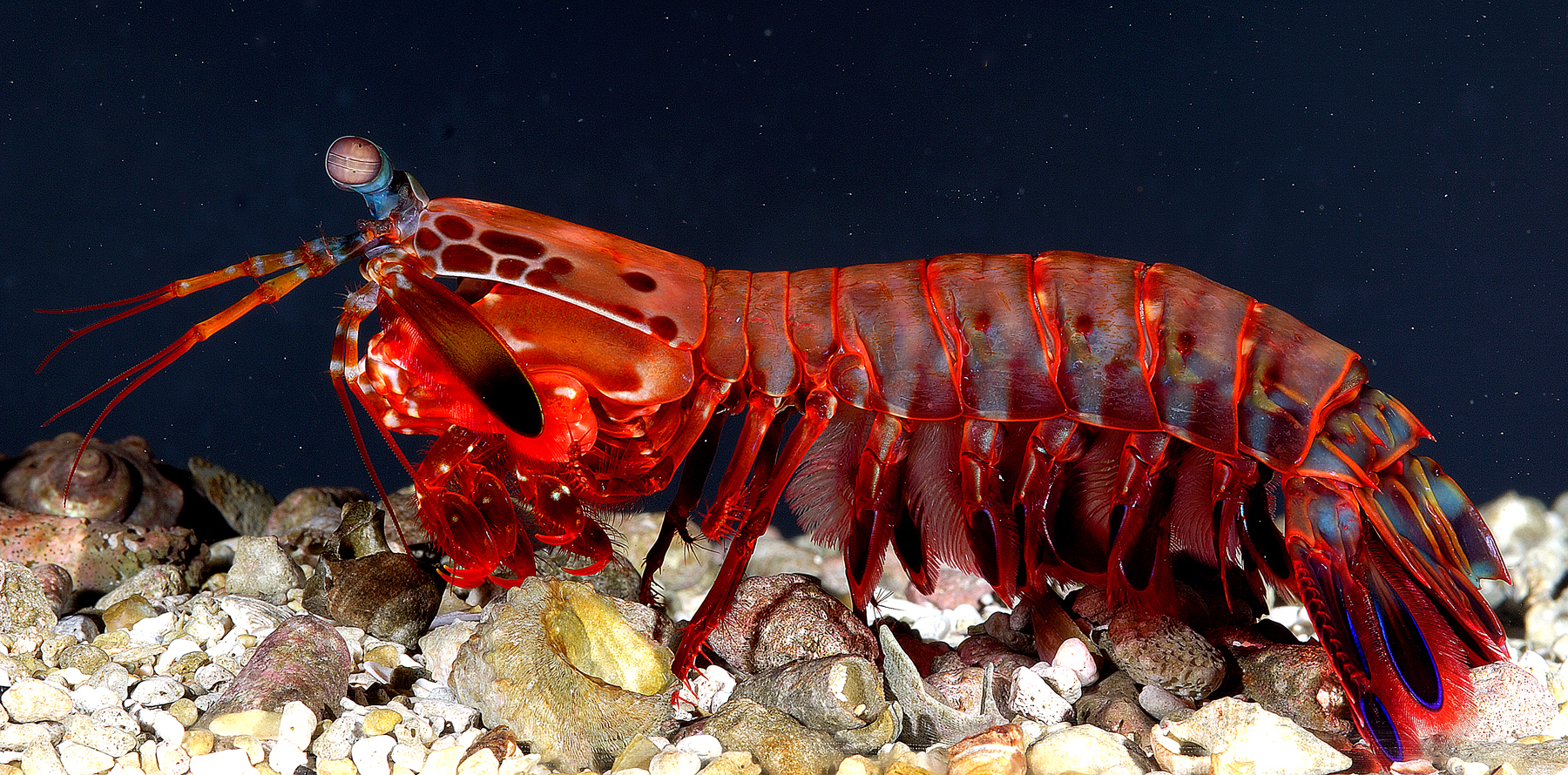
Fotografia d'una femella d'Odontodactylus Scyllarus
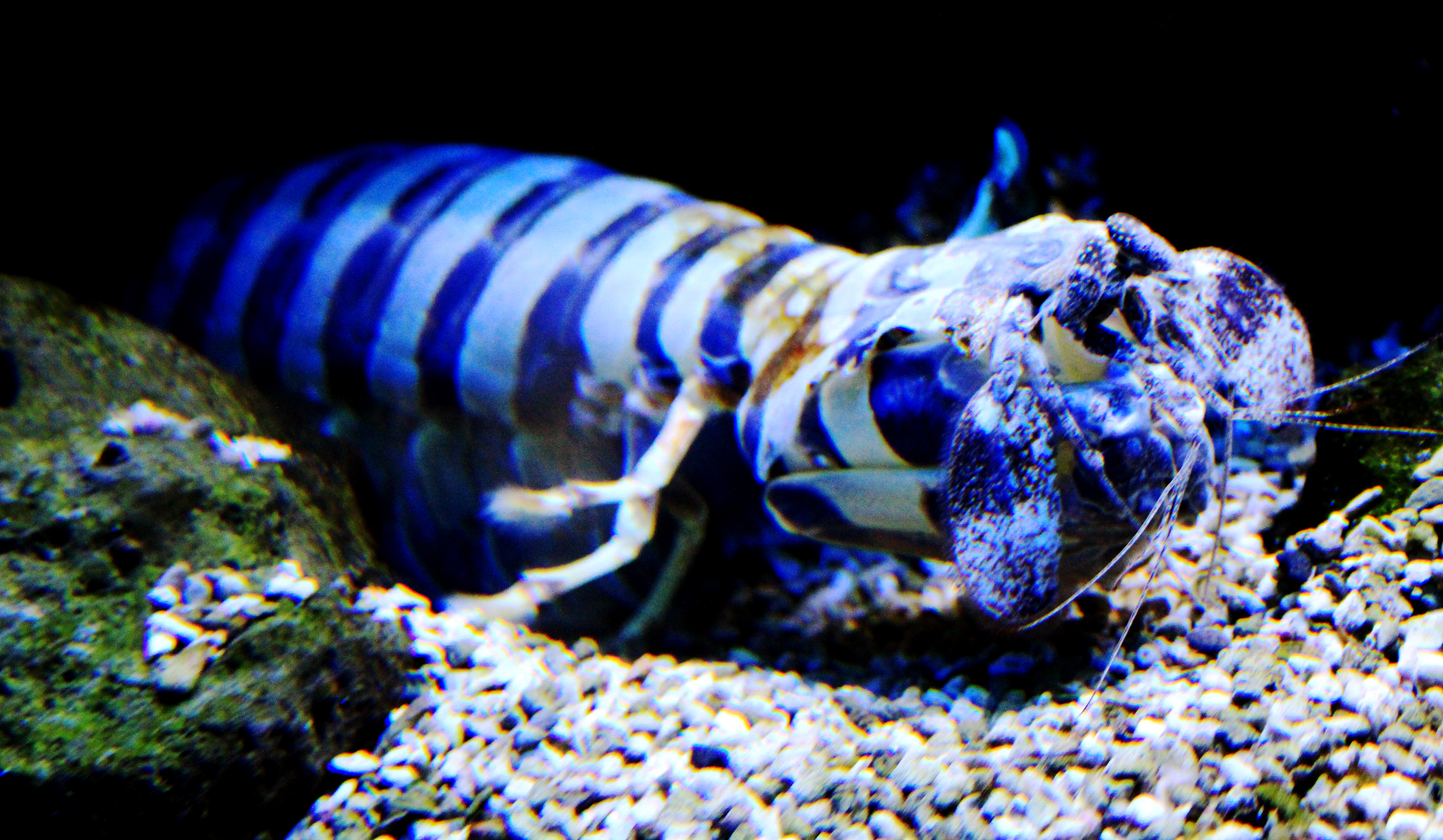
Lysiosquillina maculata, a l'aquari de Praga, Txèquia

Els «aixafadors» utilitzen aquesta habilitat per atacar crancs, cargols, ostres de roca i altres mol·luscs, les seves maces contundents els permeten trencar les closques de les seves preses a trossos. Els «llancers» prefereixen la carn d'animals més suaus, com el peix, que les seus apèndix de pues poden tallar i enganxar amb més facilitat.
Els apèndixs s'estan estudiant com a anàleg a microescala per a noves estructures de materials a macroescala.

## Ulls
Els ulls dels estomatòpodes estan muntats sobre tiges mòbils i es poden moure independentment els uns dels altres. Es creu que tenen els ulls més complexos del regne animal i tenen el sistema visual més complex que s'hagi descobert mai. En comparació amb els tres tipus de cèl·lules fotoreceptores que els humans posseeixen als seus ulls, els ulls d'un estomatòpode tenen entre 12 i 16 tipus de cèl·lules fotoreceptores. A més, algunes d'aquests estomatòpodes poden ajustar la sensibilitat de la seva visió de color de longitud d'ona llarga per adaptar-se al seu entorn. Aquest fenomen, anomenat «afinació espectral», és específic de l'espècie. Cheroske et al. no va observar la afinació espectral en Neogonodactylus oerstedii, l'espècie amb l'entorn fòtic natural més monòton. A N. bredini, una espècie amb una varietat d'hàbitats que van des d'una profunditat de 5 a 10 m (tot i que es pot trobar fins a 20 m sota la superfície), es va observar l'afinació espectral, però la capacitat d'alterar les longituds d'ona de màxima absorbància no era tan pronunciada com a N. wennerae, una espècie amb una diversitat d'hàbitat ecològic/fòtic molt més gran. També es planteja la hipòtesi que la diversitat d'afinació espectral en Stomatopoda està directament relacionada amb mutacions a la bossa d'unió del cromòfor del gen de l'opsina.
Malgrat l'impressionant rang de longituds d'ona que els estomatòpodes tenen la capacitat de veure, no tenen la capacitat de discriminar longituds d'ona a menys de 25 nm entre elles. Es suggereix que no discriminar entre longituds d'ona properes permet que aquests organismes facin determinacions del seu entorn amb poc retard de processament. Tenir poc retard a l'hora d'avaluar l'entorn és important per als estomatòpodes, ja que són territorials, i freqüentment en combat.

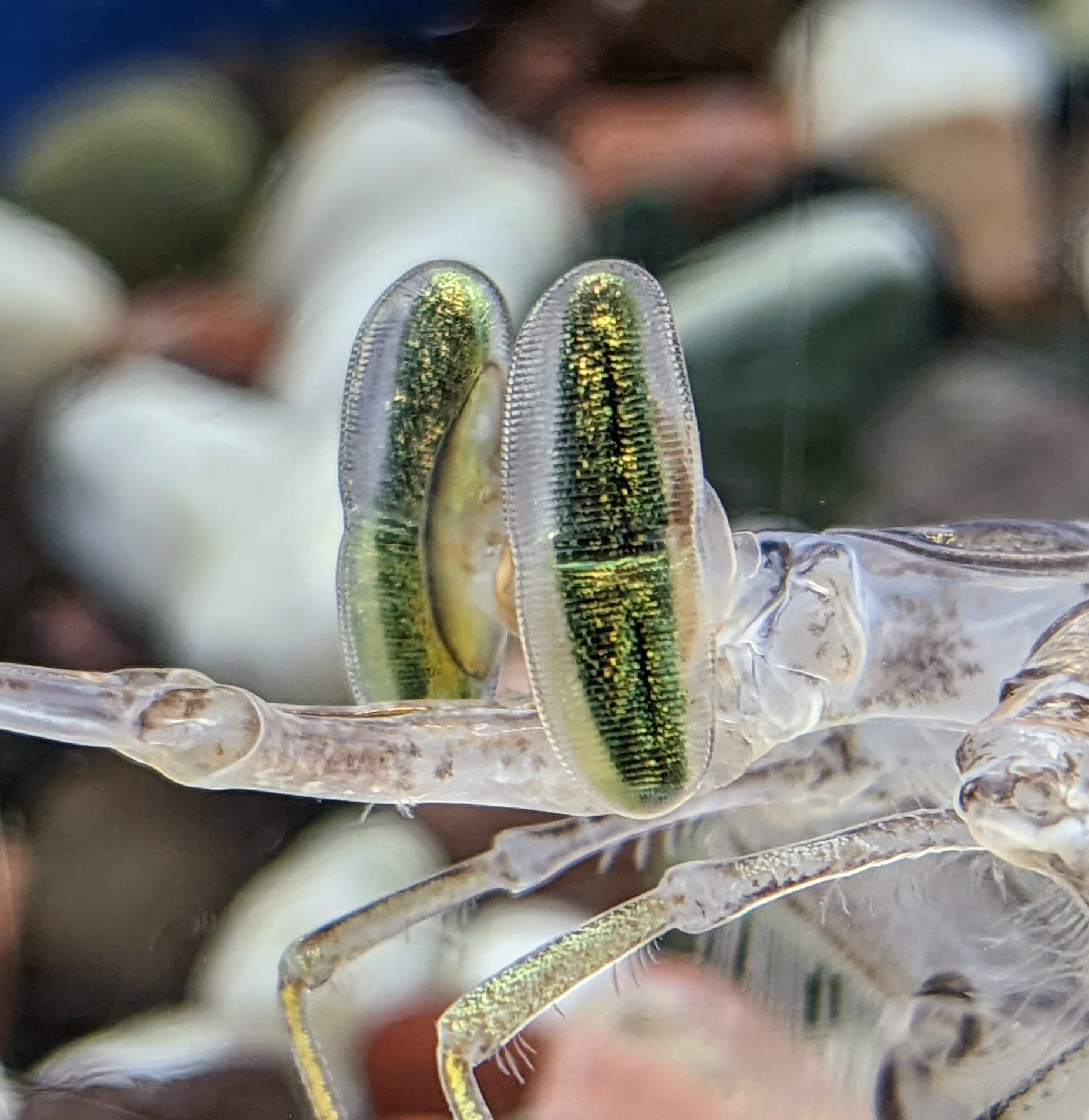
Primer pla dels ulls de l'Oratosquilla oratoria
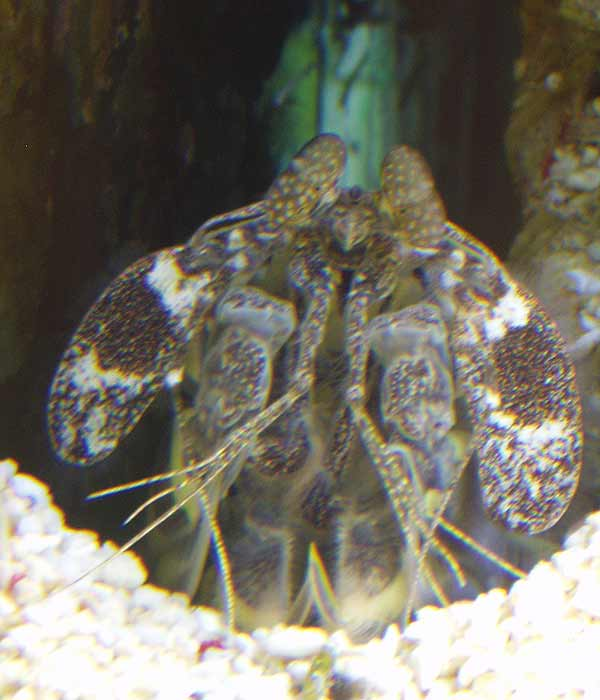
La part davantera de Lysiosquillina maculata, mostrant els ulls agullats
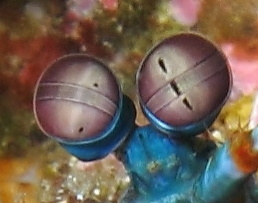
Primer pla d'un estomatòpode que mostra l'estructura dels ulls

Cada ull compost està format per desenes de milers d'ommatidis, cúmuls de cèl·lules fotoreceptores. Cada ull consta de dos hemisferis aplanats separats per files paral·leles d'ommatidis especialitzats, anomenades col·lectivament «banda mitjana». El nombre de files omatidials a la banda mitjana oscil·la entre dos i sis. Això divideix l'ull en tres regions. Aquesta configuració permet que els estomatòpodes vegin objectes amb tres parts del mateix ull. En altres paraules, cada ull posseeix visió trinocular i, per tant, percepció de la profunditat. Els hemisferis superior i inferior s'utilitzen principalment per al reconeixement de la forma i el moviment, com els ulls de molts altres crustacis.
Els estomatòpodes poden percebre longituds d'ona de llum que van des de l'ultraviolat B (UVB) fins al vermell (300 a 720 nm) i la llum polaritzada. En els estomatòpodes de les superfamílies Gonodactyloidea, Lysiosquilloidea i Hemisquilloidea, la banda mitjana està formada per sis files omatodials. Les files 1 a 4 processen els colors, mentre que les files 5 i 6 detecten llum polaritzada circular o linealment. Dotze tipus de cèl·lules fotoreceptores es troben a les files 1 a 4, quatre de les quals detecten llum ultraviolada.
Les files 1 a 4 de la banda mitjana estan especialitzades per a la visió del color, des de l'ultraviolat B fins al vermell. La seva visió UV pot detectar cinc bandes de freqüència diferents a l'ultraviolat B. Per fer-ho, utilitzen dos fotoreceptors en combinació amb quatre filtres de color diferents. Actualment no es creu que siguin sensibles a la llum infraroja. Els elements òptics d'aquestes files tenen vuit classes diferents de pigments visuals i el rhabdom (àrea de l'ull que absorbeix la llum d'una sola direcció) es divideix en tres capes pigmentades diferents (nivells), cadascuna per a diferents longituds d'ona. Els tres nivells de les files 2 i 3 estan separats per filtres de color (filtres intrarabdomals) que es poden dividir en quatre classes diferents, dues classes a cada fila. S'organitza com un sandvitx (un nivell, un filtre de color d'una classe, un altre nivell, un filtre de color d'una altra classe i després un darrer nivell). Aquests filtres de color permeten que els estomatòpodes vegin amb una visió de colors diversa. Sense els filtres, els propis pigments només oscil·len en un petit segment de l'espectre visual, entre 490 i 550 nm. Les files 5 i 6 també estan segregades en diferents nivells, però només tenen una classe de pigment visual, la novena classe, i estan especialitzades per a la visió de polarització. Depenent de l'espècie, poden detectar llum polaritzada circular, llum polaritzada lineal o totes dues. Una desena classe de pigment visual es troba als hemisferis superior i inferior de l'ull.
Algunes espècies tenen almenys 16 tipus de fotoreceptors, que es divideixen en quatre classes (la seva sensibilitat espectral s'ajusta encara més mitjançant filtres de color a les retines), 12 per a l'anàlisi del color en les diferents longituds d'ona (incloent-hi sis que són sensibles a la llum ultraviolada) i 4 per analitzar la llum polaritzada. En comparació, la majoria dels humans només tenen quatre pigments visuals, dels quals tres estan dedicats a veure el color, i les lents humanes bloquegen la llum ultraviolada. La informació visual que surt de la retina sembla que es processa en nombrosos fluxos de dades paral·lels que condueixen al cervell, reduint en gran manera els requisits analítics a nivells superiors.
S'ha informat que sis espècies d'estomatòpodes poden detectar llum polaritzada circular, que no s'ha documentat en cap altre animal, i es desconeix si està present en totes les espècies. Algunes de les seves plaques de quart d'ona biològiques funcionen de manera més uniforme en l'espectre visual que qualsevol òptica polaritzadora actual feta per l'home, i això podria inspirar nous tipus de suports òptics que superarien la generació actual de tecnologia dels disc Blu-ray.
L'espècie Gonodactylus smithii és l'únic organisme conegut que detecta simultàniament els quatre components de polarització lineal i dos circulars necessaris per mesurar els quatre paràmetres de Stokes, que donen una descripció completa de la polarització. Per tant, es creu que té una visió de polarització òptima. És l'únic animal conegut que té visió de polarització dinàmica. Això s'aconsegueix mitjançant moviments oculars rotatius per maximitzar el contrast de polarització entre l'objecte enfocat i el seu fons. Com que cada ull es mou independentment de l'altre, crea dos fluxos d'informació visual separats.
La banda mitjana cobreix només uns 5 a 10° del camp visual en un instant donat, però com la majoria dels crustacis, els ulls dels estomatòpodes estan muntats a les tiges. En els estomatòpodes, el moviment de l'ull amb peça és inusualment lliure i es pot impulsar fins a 70° en tots els eixos de moviment possibles mitjançant vuit músculs de l'ocular dividits en sis grups funcionals. Mitjançant l'ús d'aquests músculs per escanejar l'entorn amb la banda mitjana, poden afegir informació sobre formes, formes i paisatge, que els hemisferis superior i inferior dels ulls no poden detectar. També poden seguir objectes en moviment mitjançant moviments oculars grans i ràpids on els dos ulls es mouen de manera independent. En combinar diferents tècniques, inclosos els moviments en la mateixa direcció, la banda mitjana pot cobrir un ventall molt ampli del camp visual.
L'enorme diversitat observada en els fotoreceptors dels estomatòpodes probablement prové d'antics esdeveniments de duplicació de gens. Una conseqüència interessant d'aquesta duplicació és la manca de correlació entre el nombre de transcripció d'opsina i els fotoreceptors expressats fisiològicament. Una espècie pot tenir sis gens d'opsina diferents, però només expressa un fotoreceptor espectralment diferent. Al llarg dels anys, algunes espècies d'estomatòpodes han perdut el fenotip ancestral, tot i que algunes encara mantenen 16 fotoreceptors diferents i quatre filtres de llum. Les espècies que viuen en una varietat d'entorns fòtics tenen una alta pressió selectiva per a la diversitat de fotoreceptors i mantenen els fenotips ancestrals millor que les espècies que viuen en aigües tèrboles o són principalment nocturnes.

### Avantatges suggerits del seu sistema visual

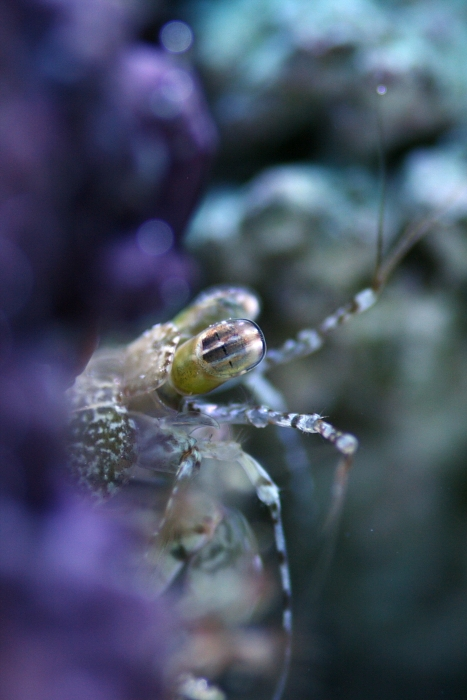
Primer pla de la visió trinocular de Pseudosquilla ciliata

No és clar quin avantatge confereix la sensibilitat a la polarització; tanmateix, altres animals utilitzen la visió de polarització per a la senyalització sexual i la comunicació secreta que evita l'atenció dels depredadors. Aquest mecanisme podria proporcionar un avantatge evolutiu; només requereix petits canvis a la cèl·lula de l'ull i podria conduir fàcilment a la selecció natural.
Els ulls dels estomatòpodes poden permetre reconèixer diferents tipus de corall, espècies preses (que sovint són transparents o semitransparents) o depredadors, com ara barracuda, que tenen escates brillants. Alternativament, la manera en què cacen (moviments molt ràpids dels apèndixs) pot requerir una informació d'abast molt precisa, que requeriria una percepció precisa de la profunditat.
Durant els rituals d'aparellament, els estomatòpodes fluoreixen activament, i la longitud d'ona d'aquesta fluorescència coincideix amb les longituds d'ona detectades pels pigments dels seus ulls. Les femelles només són fèrtils durant determinades fases del cicle de les marees; la capacitat de percebre la fase de la lluna pot, per tant, ajudar a prevenir els esforços d'aparellament desaprofitats. També pot donar a aquests estomatòpodes informació sobre la mida de la marea, que és important per a les espècies que viuen en aigües poc profundes a prop de la costa.
La capacitat de veure la llum ultraviolada pot permetre l'observació de preses que d'altra manera seria difícil de detectar als esculls de corall.
Els investigadors sospiten que la varietat més àmplia de fotoreceptors als ulls dels estomatòpodes permet que la informació visual sigui preprocessada pels ulls en comptes del cervell, que d'altra manera hauria de ser més gran per fer front a la complexa tasca de processar la percepció del procés oposat de la visió en color utilitzada per altres espècies, per la qual cosa requereixen més temps i energia. Si bé els ulls en si són complexos i encara no s'entenen del tot, el principi del sistema sembla ser simple. Té un conjunt similar de sensibilitats al sistema visual humà, però funciona de manera contrària. Al cervell humà, l'escorça temporal inferior té un gran nombre de neurones específiques de color, que processen els impulsos visuals dels ulls per crear experiències acolorides. En canvi, els estomatòpodes utilitzen els diferents tipus de fotoreceptors als seus ulls per realitzar la mateixa funció que les neurones del cervell humà, donant lloc a un sistema cablejat i més eficient per a un animal que requereix una identificació ràpida del color. Els humans tenen menys tipus de fotoreceptors, però més neurones afins amb el color, mentre que els estomatòpodes semblen tenir menys neurones de color i més classes de fotoreceptors.
Una publicació d'investigadors de la Universitat de Queensland va afirmar que els ulls compostos dels estomatòpodes poden detectar càncer i l'activitat de les neurones, perquè són sensibles a detectar llum polaritzada que es reflecteix de manera diferent al teixit cancerós i sa. L'estudi afirma que aquesta capacitat es pot replicar a través d'una càmera mitjançant l'ús de nanocables d'alumini per replicar microvellositats que filtren la polarització a la part superior dels fotodíodes. Al febrer de 2016, es va trobar que els estomatòpodes utilitzaven una forma de reflector de llum polaritzada que abans no es veia a la natura ni a la tecnologia humana. Permet la manipulació de la llum a través de l'estructura més que no pas a través de la seva profunditat, la manera típica de treballar els polaritzadors. Això permet que l'estructura sigui tant petita com microscòpicament prima, i encara sigui capaç de produir senyals polaritzats grans, brillants i acolorits.

## Comportament

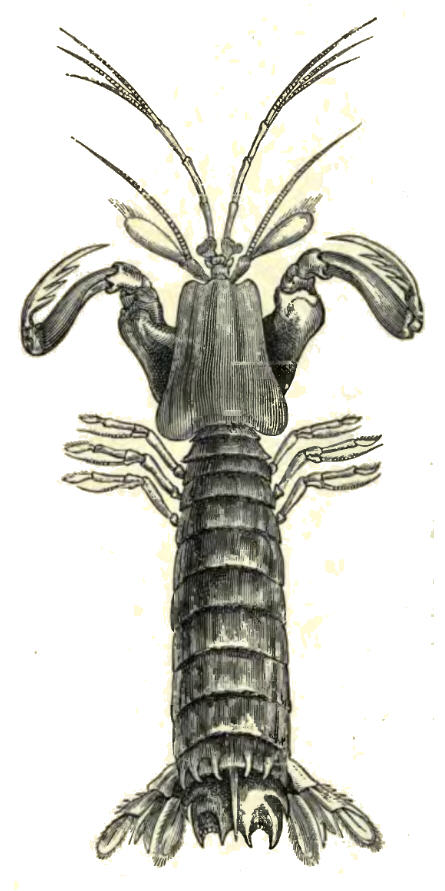
Dibuix d'un estomatòpode, per Richard Lydekker, 1896

Els estomatòpodes són de llarga vida i presenten un comportament complex, com ara baralles ritualitzades. Algunes espècies utilitzen patrons fluorescents als seus cossos per a la senyalització amb les seves pròpies espècies i potser fins i tot amb altres, ampliant la seva gamma de senyals de comportament. Poden aprendre i recordar bé, i són capaços de reconèixer els veïns individuals amb els quals interactuen freqüentment. Poden reconèixer-los per signes visuals i fins i tot per l'olfacte individual. Molts han desenvolupat comportaments socials complexos per defensar el seu espai dels rivals.
Al llarg de la vida, poden tenir fins a 20 o 30 episodis de cria. Segons l'espècie, els ous es poden posar i mantenir en un cau, o es poden portar sota la cua de la femella fins que es desclouen. També, depenent de l'espècie, els mascles i les femelles poden unir-se només per aparellar-se, o poden unir-se en relacions monògames a llarg termini.
En les espècies monògames, els estomatòpodes romanen amb la mateixa parella fins als 20 anys. Comparteixen el mateix cau i poden coordinar les seves activitats. Ambdós sexes solen tenir cura dels ous (cura biparental). A Pullosquilla i algunes espècies a Nannosquilla, la femella pon dos sacs d'ous: un que té el mascle i un altre que la femella. En altres espècies, la femella té cura dels ous mentre que el mascle els caça per a tots dos. Després de l'eclosió dels ous, la descendència pot passar fins a tres mesos com a plàncton.
Tot i que els estomatòpodes solen mostrar els tipus de moviment estàndard que es veuen en gambes i llagostes veritables, s'ha observat una espècie, Nannosquilla decemspinosa, girant-se com una roda. L'espècie viu en zones sorrenques i poc profundes. A la marea baixa, N. decemspinosa sovint es queda encallat per les seves curtes potes posteriors, que són suficients per al moviment quan el cos està sostingut per l'aigua, però no a terra seca. Aleshores, els estomatòpodes fan un gir cap endavant en un intent de rodar cap a la següent piscina de marea. S'ha observat que N. decemspinosa roda repetidament durant 2 m, però els exemplars solen viatjar menys d'1 m.

## Usos culinaris
A la cuina japonesa, l'espècie d'estomatòpode Oratosquilla oratoria, anomenada «shako» (蝦蛄), es menja bullida com a cobertura de sushi, i de vegades crua com a sashimi.
Els estomatòpodes són abundants a la costa del Vietnam, conegudes en vietnamita com «bề bề o tôm tít». A regions com Nha Trang, s'anomenen «bàn chải», anomenat així per la seva semblança amb un raspall. Els estomatòpodes es poden cuinar al vapor, bullir, a la planxa o assecar-se, utilitzar-les amb pebre, sal i llima, salsa de peix, i tamarinde o fonoll.
A la cuina cantonesa, els estomatòpodes es coneixen com a «gamba que orina» (瀨尿蝦 ; lài niào xiā / laaih niu hā) per la seva tendència a disparar un raig d'aigua quan es recull. Després de la cocció, la seva carn s'acosta més a la de les llamàntols que a la de les gambes i, com les llangostes, les seves closques són força dures i requereixen una mica de pressió per trencar-se. Normalment, es fregeixen amb all i pebrots.

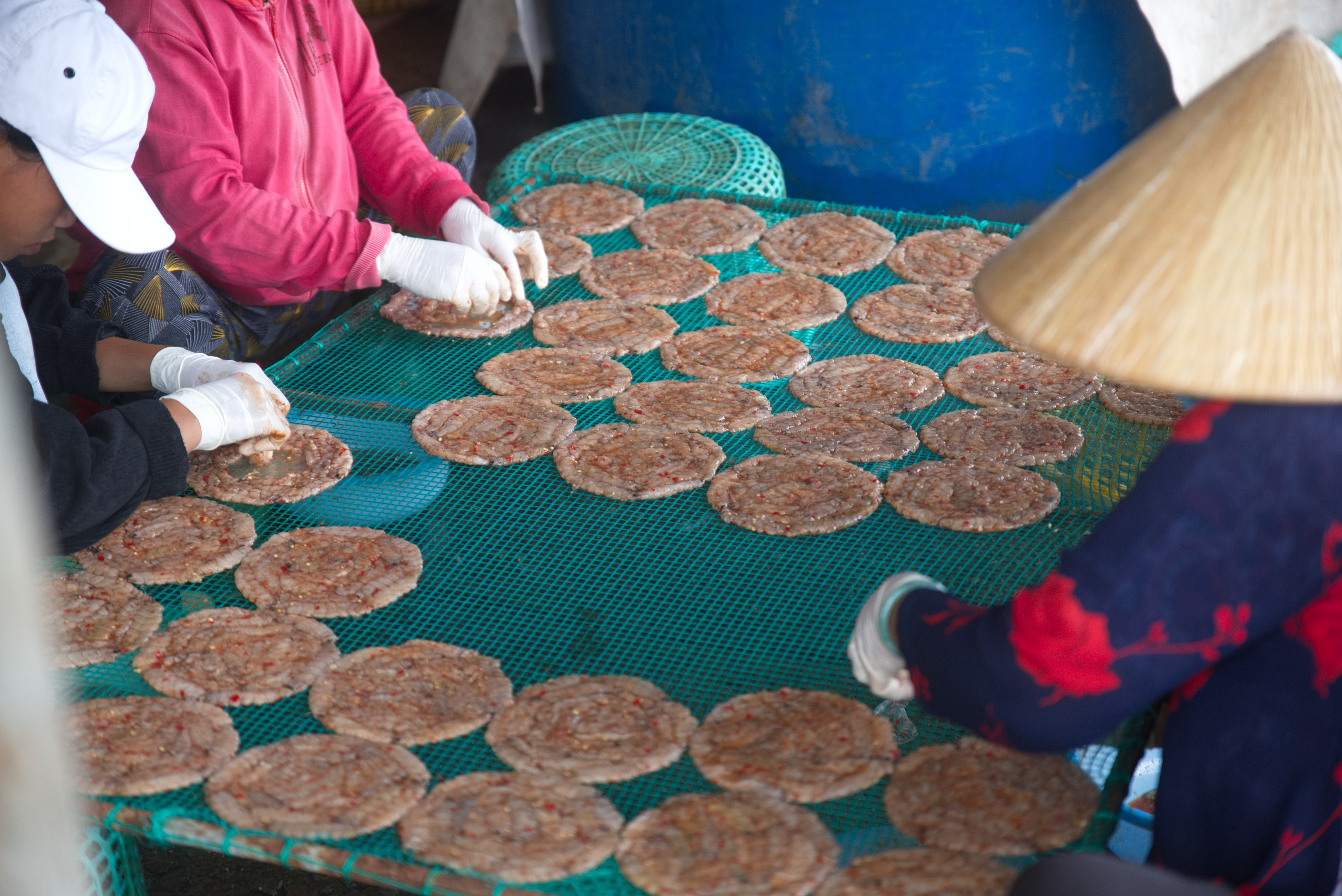
Elaboració d'estomatòpodes secs a Go Cong, Tien Giang, Vietnam.
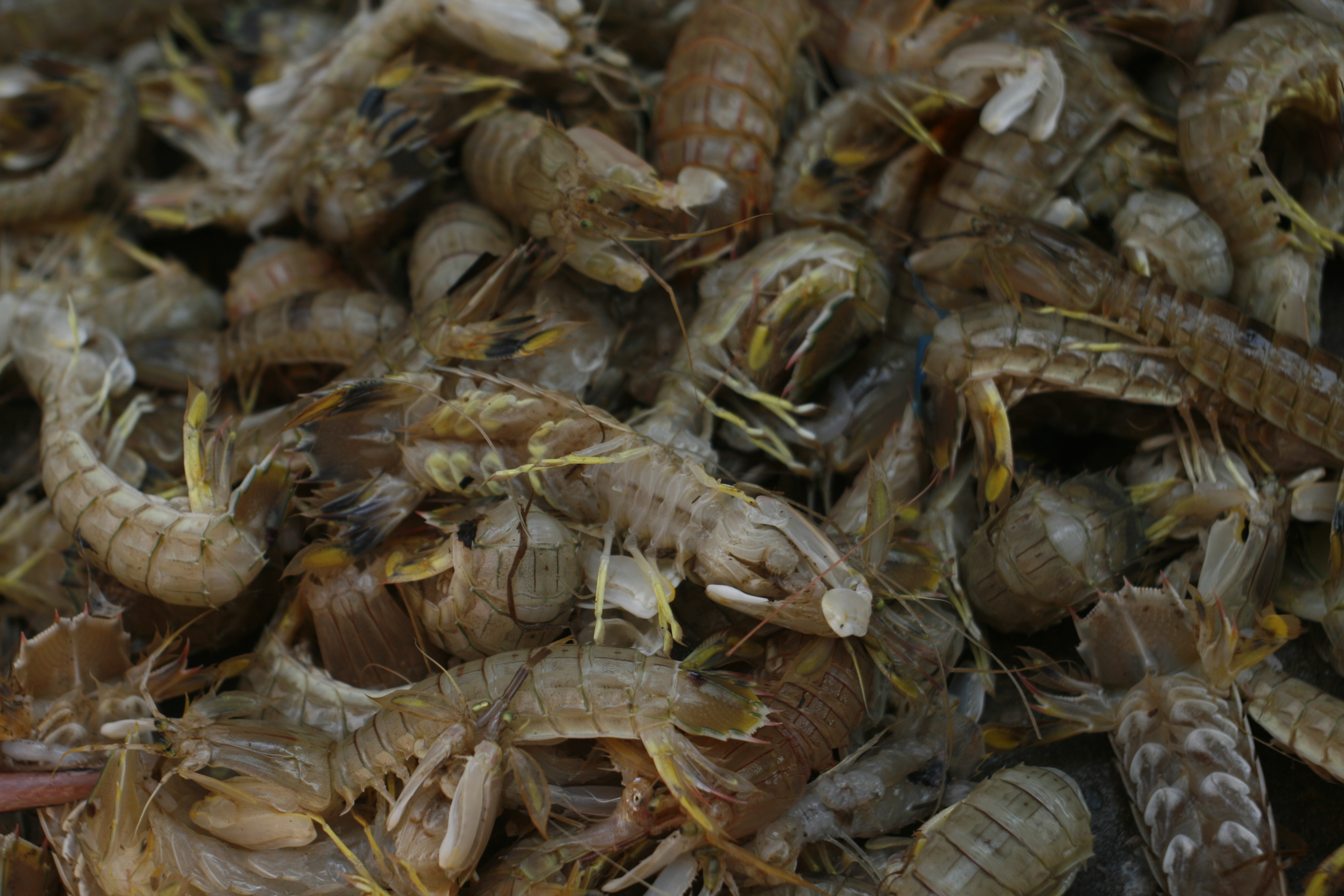
Estomatòpodes capturats a Hậu Lộc, Thanh Hóa, Vietnam

Als països mediterranis, l'estomatòpode Squilla mantis és un marisc comú, sobretot a les costes adriàtiques (canocchia) i al golf de Cadis (galera).
A les Filipines, els estomatòpodes es coneixen com «tatampal», «hipong-dapa», «pitik-pitik» o «alupihang-dagat», i es cuina i es menja com qualsevol altra gamba.
A Hawaii, alguns estomatòpodes han crescut inusualment grans a l'aigua contaminada del canal Ala Wai a Waikiki. Els perills associats normalment al consum de marisc capturats en aigües contaminades estan presents en aquests estomatòpodes.

## Aquariofília

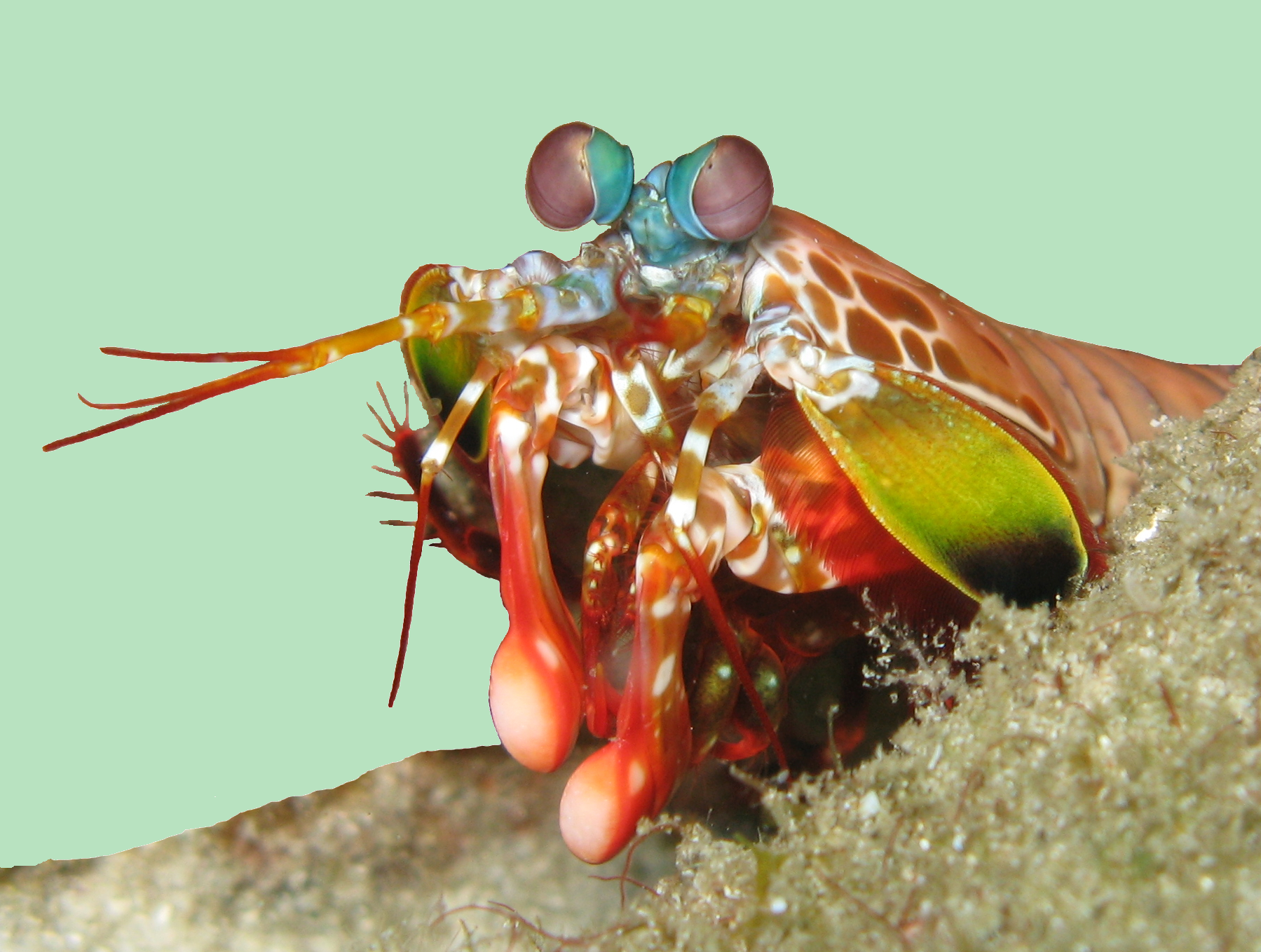
Odontodactylus scyllarus

Alguns aquariòfils d'aigua salada mantenen els estomatòpodes en captivitat. L'Odontodactylus scyllarus és especialment colorida i desitjada en el comerç.
Mentre que alguns aquaristes valoren els estomatòpodes, altres les consideren plagues nocives, perquè són depredadors voraços, menjant altres habitants desitjables del tanc. A més, algunes espècies excavadores de roques poden fer més danys a les roques vives del que preferiria l'aquarista.
La roca viva amb caus d'estomatòpodes és considerada útil per alguns en el comerç d'aquaris marins i sovint es recull. No es estrany que un tros de roca viva transporti un estomatòpode viu a un aquari. Un cop dins del dipòsit, pot alimentar-se de peixos i altres habitants, i és notòriament difícil d'atrapar quan s'estableix en un tanc ben proveït. Tot i que hi ha relats d'estomatòpodes trencant tancs de vidre, són rars i solen ser el resultat del fet que els estomatòpodes es mantenen en un tanc massa petit. Tot i que els estomatòpodes no mengen corall, els «aixafadors» poden danyar-lo si intenten fer-hi una llar.

## Història evolutiva

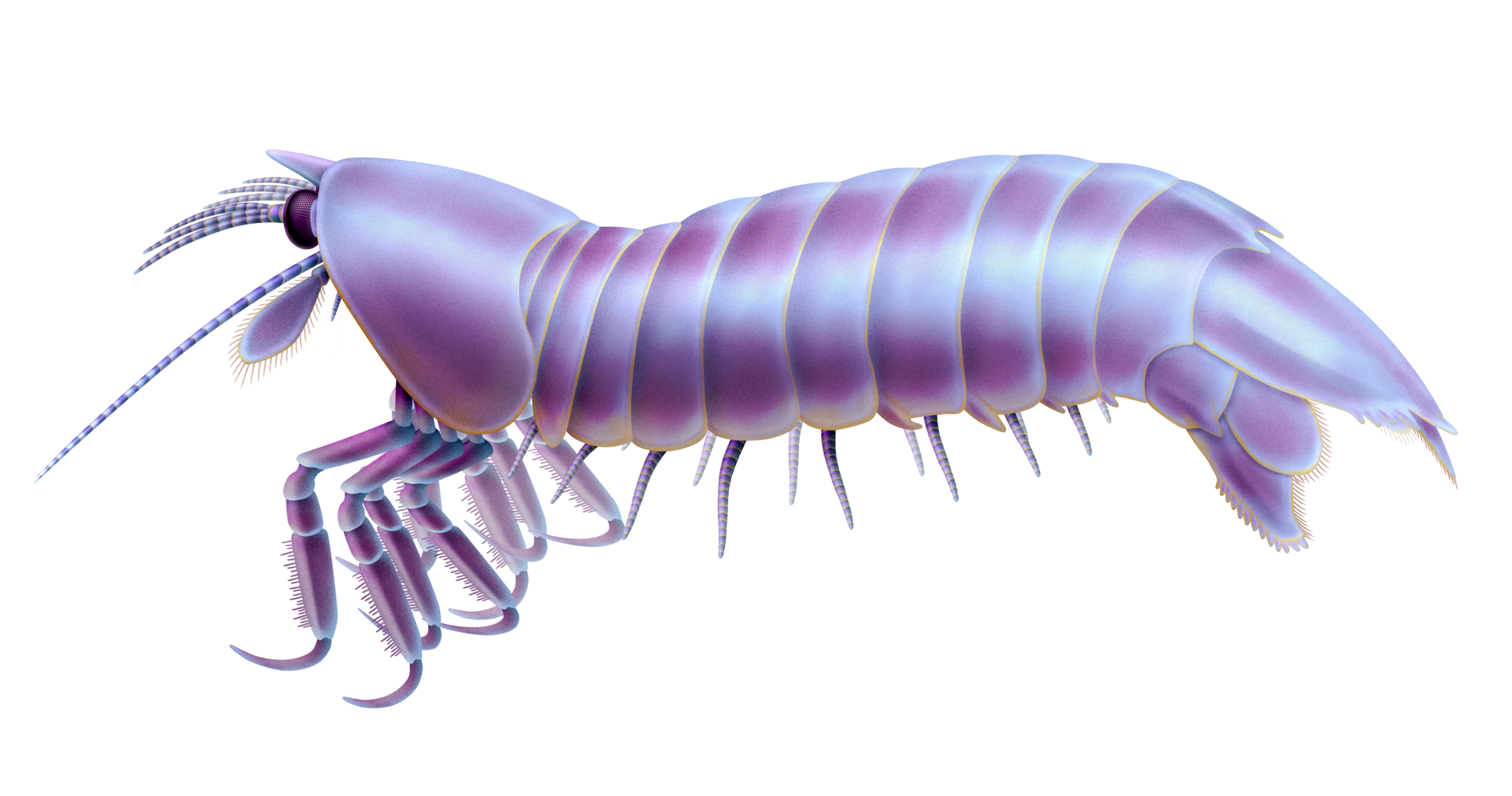
Reconstrucció de Daidal, un estomatòpode primitiu del Carbonífer

Tot i que s'ha suggerit que els Eopteridae del Devonià són estomatòpodes primerencs, les seves restes fragmentàries conegudes fan que la referència sigui incerta.
L'estomatòpode del grup tija sense ambigüitats més antic data del Carbonífer (fa 359-300 milions d'anys). Els estomatòpodes del grup tija s'assignen a dos grups principals (Palaeostomatopodea i Archaeostomatopodea), el darrer dels quals està més relacionat amb elsestomatòpodes moderns, que s'assignen al clade Unipeltata.
Els membres més antics d'Unipeltata daten del Triàsic.

## Taxonomia
Els estomatòpodes compten amb 450 espècies repartides en 7 superfamílies i 17 famílies:
Superfamília Bathysquilloidea Manning, 1967
- Família Bathysquillidae Manning, 1967
- Família Indosquillidae Manning, 1995

Superfamília Erythrosquilloidea Manning & Bruce, 1984
- Erythrosquillidae Manning & Bruce, 1984

Superfamília Eurysquilloidea Manning, 1977
- Eurysquillidae Manning, 1977

Superfamília Gonodactyloidea Giesbrecht, 1910
- Alainosquillidae Moosa, 1991
- Gonodactylidae Giesbrecht, 1910
- Hemisquillidae Manning, 1980
- Odontodactylidae Manning, 1980
- Protosquillidae Manning, 1980
- Pseudosquillidae Manning, 1977
- Takuidae Manning, 1995

Superfamília Lysiosquilloidea Giesbrecht, 1910
- Coronididae Manning, 1980
- Lysiosquillidae Giesbrecht, 1910
- Nannosquillidae Manning, 1980
- Tetrasquillidae Manning & Camp, 1993

Superfamília Parasquilloidea Manning, 1995
- Parasquillidae Manning, 1995

Superfamília Squilloidea Latreille, 1802
- Squillidae Latreille, 1802

Un gran nombre d'espècies d'estomatòpodes van ser descrites científicament per primera vegada per un carcinòleg, Raymond B. Manning; la col·lecció d'estomatòpodes que va reunir és la més gran del món, que cobreix el 90% de les espècies conegudes.